# Ride the Wind
«Ride the Wind» es el tercer sencillo del álbum de 1990 Flesh & Blood de la banda estadounidense de Hard rock Poison.
Fue lanzada como tercer sencillo del álbum en enero de 1991 y llegó al #38 del Billboard Hot 100. Fue otro gran éxito de la banda, recibiendo muy buenas críticas debido a su lírica, la cual trata en principio de la libertad, representada simbólicamente en términos caballerescos.

## Video musical
El video de la canción muestra a la banda interpretando la canción en el escenario de un mega concierto ante miles de personas presentes. A lo largo del video se intercalan imágenes de las vivencias de la banda en medio de una gira. 

## Listas
- Billboard Hot 100 #38
- Mainstream Rock Tracks #25
- U.K. Singles Charts #25

- Datos: Q6108805